# ويزلي غراي
ويزلي غراي (بالإنجليزية: Wesley Gray)‏ هو كاتب أمريكي، ولد في عقد 1970.